# Кристоффель, Мартин
Мартин Кристоффель (нем. Martin Christoffel; 2 сентября 1922, Базель — 3 апреля 2001, Кюттиген) — швейцарский шахматист, международный мастер (1952).
Чемпион Швейцарии в 1943, 1945, 1948 и 1952 гг. В 1942 году разделил чемпионство с Ж. Эра.
Чемпион Швейцарии среди сеньоров в 1990, 1991, 1992 и 1994 гг.
Участник международных турниров: Гронинген (1946) — 20-е место.
Принимал участие в 9-й, 10-й и 11-й олимпиадах по заочным шахматам.
В период с 1987 по 1991 гг. занимал должность президента Федерации шахмат Швейцарии.